# Guisa (torrente)
Il Guisa (Gusa nel dialetto locale) è un torrente della Lombardia.

## Descrizione
Nasce a Misinto, all'interno del Parco delle Groane. Attraversa poi i comuni di Misinto, Cogliate, Ceriano Laghetto, Solaro, Cesate, Garbagnate Milanese, Arese, Bollate e Baranzate, dove si unisce al torrente Nirone dando origine al torrente Merlata.
Il Guisa è un torrente piovano, quindi nel periodo estivo è quasi in secca presso la sorgente, ma, essendo usato come collettore per gli scarichi delle industrie e delle abitazioni della zona, si riempie progressivamente lungo il suo corso.
Le sponde del torrente sono state negli anni quasi interamente cementificate, e in alcuni tratti ricoperte dal manto stradale. All'interno del Parco delle Groane scorre nell'alveo naturale.